# アルツフェルト
アルツフェルト (独: Arzfeld)はドイツ連邦共和国 ラインラント＝プファルツ州ビットブルク＝プリュム郡にある町村。アイフェル山地にあり、ルクセンブルクとの国境付近、ビットブルクの北西約20km、ベルギーのザンクト・フィートの南東約25kmに位置する。アルツフェルト 連合自治体 (独: Verbandsgemeinde Arzfeld) の行政庁所在地である。